# Чанчжен-7
Чанчжен-7 або «Великий похід-7» (кит. 长征七号运载火箭) — китайська ракета-носій середнього класу на рідинних ракетних двигунах, котра була розроблена Китайською аерокосмічною науково-технологічною корпорацією. Належить до серії ракет-носіїв Великий похід. Перший політ ракети відбувся 25 червня 2016 року.

## Список запусків
| Номер | Дата (UTC)            | Космодром    | Розгінний блок | Корисне навантаження                                                   | Орбіта | Результат |
| ----- | --------------------- | ------------ | -------------- | ---------------------------------------------------------------------- | ------ | --------- |
| 1     | 25 червня 2016, 12:00 | Веньчан LC-2 | YZ-1A          | Модель капсули екіпажу наступного покоління Аолонг-1 Тяньге-1 Тяньге-2 | НОО    | Успішно   |
| 2     | 20 квітня 2017, 11:41 | Веньчан LC-2 |                | Тяньчжоу-1                                                             | НОО    | Успішно   |